# 三星Galaxy A73
三星Galaxy A73 5G是三星电子开发制造的中階安卓智能手机，是Galaxy A系列的一部分。这款手机于2022年3月17日发布，於同年4月22日開始發售。該手機搭載了108MP主鏡頭和高通驍龍778G CPU。